# Мария (съпруга на Лъв III)
Вижте пояснителната страница за други личности с името Мария.
Мария (Maria; * ок. 685 г.) е византийска императрица и августа, съпруга на император Лъв III Исавър (Сириеца). Вероятно е дъщеря на хан Тервел.

## Брак с Лъв III Исавър
Мария е омъжена за Лъв III, вероятно още докато той заема длъжността стратег на Анатоликон. На 25 ноември 717 г. след държавен преврат Лъв III е коронован за император в катедралата „Св. София“ в Константинопол. По онова време Мария вече се споменава в историческите извори като негова императрица.
През юли 718 г. в разгара на обсадата на Константинопол от арабите Мария ражда син, кръстен Константин V. През август същата година арабите са разгромени от българския хан Тервел, което слага край на обсадата. На 25 август 718 г. Мария официално получава титлата августа. На същия ден вселенският патриарх Герман I кръщава сина на императорската двойка. През 720 г. Константин V е обявен за съимператор.
Лъв III остава на престола до смъртта си на 18 юни 741 г. Не е известно обаче дали Мария надживява съпруга си.

## Деца
Мария ражда на Лъв III четири деца:
1. Анна (* 705; † 772) омъжена за Артавазд (византийски император); майка на Никифор (* 718; † 743; съимператор, ослепен) и Никита (* 720; † 743; стратег в Армения 742 – 743);
2. Константин V Копроним (* юли 718, кръстен на 25 декември 718; † 14 септември 775), женен през 732 г. за Чичак или Ирина Хазарска от Казан; баща на Лъв IV (* януари 750; † 8 септември 780 от висока температура);
3. Ирина;
4. Козма.